# Пукіш Юрій Миколайович
Ю́рій Микола́йович Пу́кіш (6 травня 1987 — 29 серпня 2015) — солдат Збройних сил України, учасник російсько-української війни.

## Життєпис
Народився 1987 року в селі Мостище Івано-Франківської області. Закінчив ЗОШ села Мостище, калуське ВПТУ-7, Львівський політехнічний університет. Працював у ТзОВ «Синтра» міста Калуш.
Взимку 2013—2014 років перебував на Майдані Незалежності, брав активну участь у подіях Революції Гідності.
Влітку 2014 року добровольцем мобілізований, солдат 128-ї гірсько-піхотної бригади. З осені 2014-го брав участь в боях на сході України. Учасник боїв за Дебальцеве.
29 серпня 2015-го загинув внаслідок підриву на розтяжці (згідно інших даних — внаслідок необережного поводження зі зброєю) поблизу села Герасимівка Станично-Луганського району.
2 вересня 2015 року похований в селі Мостище Калуського району.
Без Юрія лишились мама, сестра та брат.

## Нагороди і вшанування
- 29 серпня 2016 року в селі Мостище відкрито та освячено пам'ятний знак честі Юрія Пукіша.
- Нагороджений медаллю «За заслуги перед Прикарпаттям» (посмертно)[1]
- Медаль «За оборону рідної держави» (посмертно)[2]
- Почесний громадянин міста Калуш (посмертно)[3]
- Почесний громадянин Калуської міської громади (посмертно)[4]
- Портрет розміщено на меморіалі "Стіна пам'яті полеглих за Україну" у Києві: секція 7, ряд 2, місце 45.